# Musicland Studios
Musicland Studios era uno studio di registrazione a Monaco di Baviera, fondato dal produttore altoatesino Giorgio Moroder nei primi anni 1970. Lo studio si trovava nello scantinato del palazzo Arabella, oggi Sheraton München Arabellapark Hotel nel quartiere di Bogenhausen.

## Album registrati nello studio Musicland
- Abacus: Just a Day's Journey Away (1972), Everything You Need (1972), Midway (1974)
- Amanda Lear: Never Trust a Pretty Face (1978)
- BAP: Ahl Männer, aalglatt (1986)
- Deep Purple: Stormbringer (August 1974), Come Taste the Band (August 1975)
- Donna Summer: Lady of the Night (1974), Love to Love You, Baby (1975), Love Trilogy (1976), I Remember Yesterday (1977), "Once Upon A Time" (1977).
- Drosselbart: Drosselbart (1970)
- Electric Light Orchestra (ELO): Face the Music (1975), A New World Record (1976), Out of the Blue (1977), Discovery (1979), Time (1981)
- Elton John: Victim of Love (1979)
- Falco: Junge Roemer (1984)
- Freddie Mercury: Mr. Bad Guy (1985)
- Extrabreit: Rückkehr der phantastischen Fünf (1982)
- Ian Gillan Band: Child in Time (Dezember 1975 bis Januar 1976)
- Iggy Pop: The Idiot (1977)
- Iron Maiden: Seventh Son of a Seventh Son (1988)
- Jack-Knife (ehemals: Tetrad): I Wish You Would (1978)
- Led Zeppelin: Presence (1976)
- Limahl: Colour All My Days (1986), The Never Ending Story (1984)
- Marius Müller-Westernhagen: Mit Pfefferminz bin ich Dein Prinz (1978)
- Meat Loaf: Blind Before I Stop (1986)
- Michael Schenker Group: Assault Attack (1982)
- Michael White and The White: Michael White (1987)
- Missionare (HierundJetzt): ???
- Paice Ashton Lord: Malice in Wonderland (September 1976)
- Queen: The Game (1980), Hot Space (1982), The Works (1984), A Kind of Magic (1986)
- Rainbow: Ritchie Blackmore's Rainbow (1975), Rising (Februar 1976)
- Roger Taylor: Strange Frontier (1984)
- The Rolling Stones: It’s Only Rock ’n’ Roll (1974), Black and Blue (1976)
- Rory Gallagher: Calling Card (1976)
- Sahara (ehemals: Subject Esq.): Sahara Sunrise (1974)
- Scorpions: Fly to the Rainbow (1974)
- Spandau Ballet: Parade (1984)
- Sparks: Whomp That Sucker (1981)
- Sweet: Give Us a Wink! (1976)
- T. Rex: Zinc Alloy and the Hidden Riders of Tomorrow - A Creamed Cage in August (1974)
- Uriah Heep: Wonderworld (1974)
- Whitesnake: Whitesnake (September 1976), Slide It In (1984)
- Udo Jürgens: Silberstreifen (1984)